# Magyarnemegye
Magyarnemegye (románul: Nimigea de Jos, korábban Nimigea Ungurească, németül: Nindorf,  szászul Nindref, jiddisül בענישאר) falu és magyar nyelvsziget Romániában, Erdélyben, Beszterce-Naszód megyében.

## Nevének eredete
Nevének alaptagja személynévből való, amely a pannonhalmi apátság egyik 1211-ben oklevelében Nemegeh alakban jelenik meg. (Nicolae Drãganu véleménye szerint neve annak a Néma nevű személynek a patakát (Néma ügyét) jelenti, aki a 40 km-re fekvő Néma nevű település névadója is.) Először 1367-ben mint Nemige bukkan föl, majd 1392-ben Nemege inferior ('Alsónemegye'). Előtagja 1505-ben még szászokra utalt (Zaaznemegye, Oláhnemegyével párhuzamban). 1514-ben 'Szász- vagy Magyarnemegyé'-nek (Nemege hungaricalis alio nomine Nemege saxonicalis) írták. 1530-ban Magyarnemege.

## Fekvése
Bethlentől 16 kilométerre északkeletre, Naszódtól 22 km-re délnyugatra, a Nagy-Szamos bal partján fekszik.

## Népessége
- 1785-ben 513 lakosából 15 volt zsidó vallású. Öt évvel később 314 román görögkatolikust számláltak meg a faluban, akik ekkoriban a többséget alkothatták.[5]
- Később azonban a református magyarok kerültek többségbe. 1850-ben 835 személyből 437 volt magyar, 239 román, 138 zsidó és hét cigány nemzetiségű; 424 református, 246 görögkatolikus, 138 zsidó és 27 római katolikus vallású.
- 1900-ban, a telepítés után 1272 lakosából 901 vallotta magát magyar, 310 román és 61 német anyanyelvűnek; 708 volt közülük református, 325 görögkatolikus, 212 zsidó és 23 római katolikus.
- 2002-ben 1624 lakosából 812 volt magyar, 659 román és 148 cigány nemzetiségű; 799 református, 702 ortodox, 84 pünkösdi, 14 római és 13 görögkatolikus vallású.

## Története
A középkorban valószínűleg szász, a 16. században magyar jobbágyfalu volt. Református egyháza a 17. század közepén megfogyatkozott. 1713-ban 12 magyar és hat román család, 1750-ben 26 román zsellér- és 18 magyar jobbágycsalád lakta. A református egyház 1766-ban, Virágosberekkel együtt 105 főt számlált. Zsidó hitközsége az 1840-es években szerveződött és haszid irányzatú volt. 1915 és 1944 között jesivája is működött. Református iskoláját 1874-ben államosították. 1876-ig mindig Belső-Szolnok vármegyéhez tartozott, akkor csatolták az újonnan létrehozott Beszterce-Naszód vármegyéhez.
1896-ban a magyar állam református bukovinai székelyeket telepített be a volt Földváry-birtokra, részben Andrásfalváról, részben (ugyancsak andrásfalviakat) az Al-Dunától. Minden család házat és 25 holdat kapott. Az ún. Telep utca eredeti lakóinak nagy része azonban hamarosan elköltözött, mert földjeik gyenge minőségűek voltak. Házhelyeiket és földjeiket részben a magyarnemegyeiek között osztották ki, részben újabb magyar telepeseket költöztettek be Kalotaszegről és Erdély középső részéről. A falu magyar és román fiataljai 1916-ig közös táncházakat tartottak, csak a fonók különültek el. 1943-ban 147 magyar–román vegyes házasság volt a faluban.

## Kultúra
Koterkán „Kuku” István magyarnemegyei cigányprímás dallamkincsét Konkoly Elemér dolgozta fel. A banda felvételeiből 1993-ban jelent meg válogatás, Magyarnemegyei hangszeres népzene címmel.

## Oktatás
2013/14-ben egy magyar óvodai csoport, magyar nyelvű alsó és összevont felső tagozat működött Magyarnemegyén.

## További információk

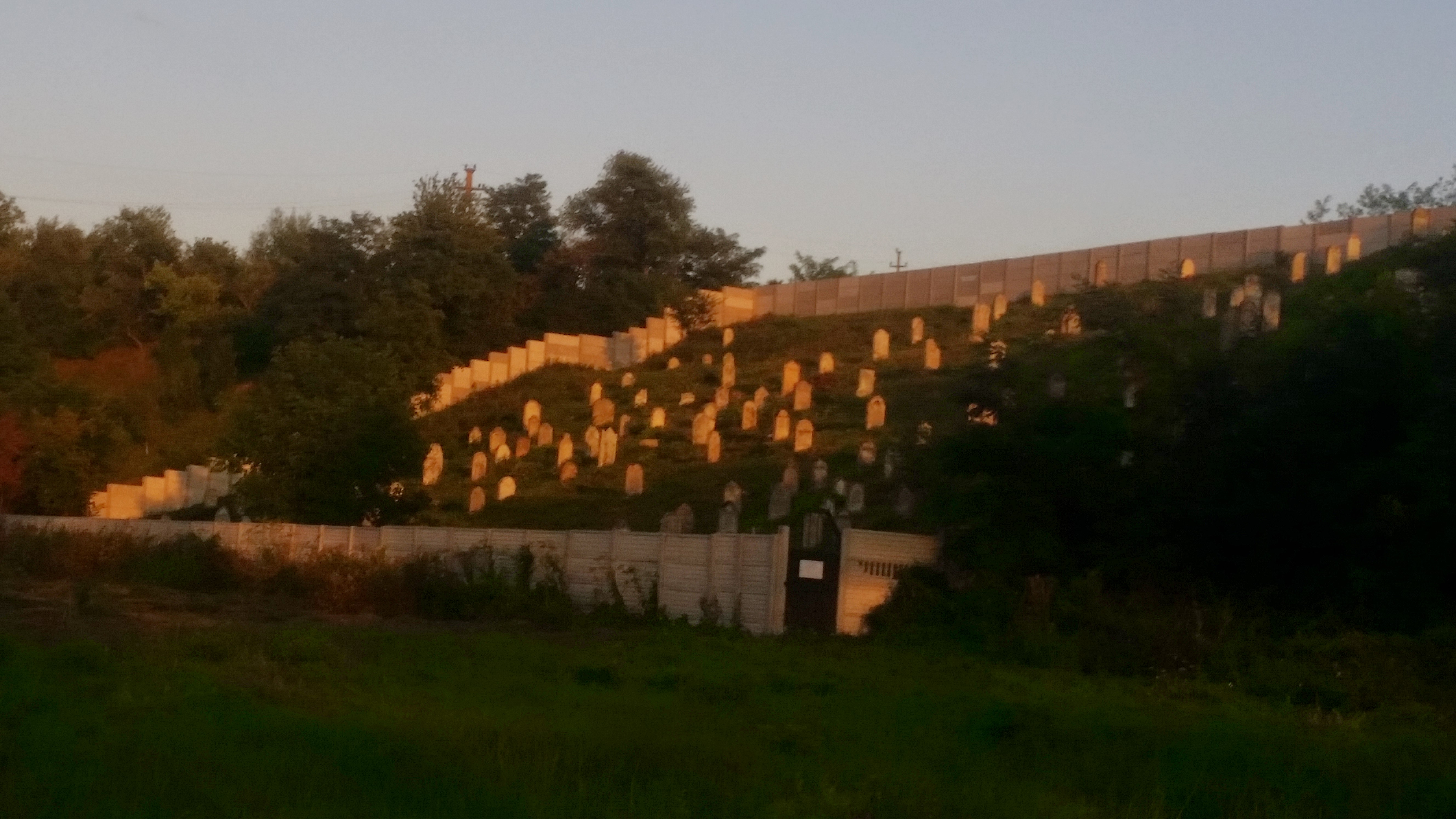
Zsidó
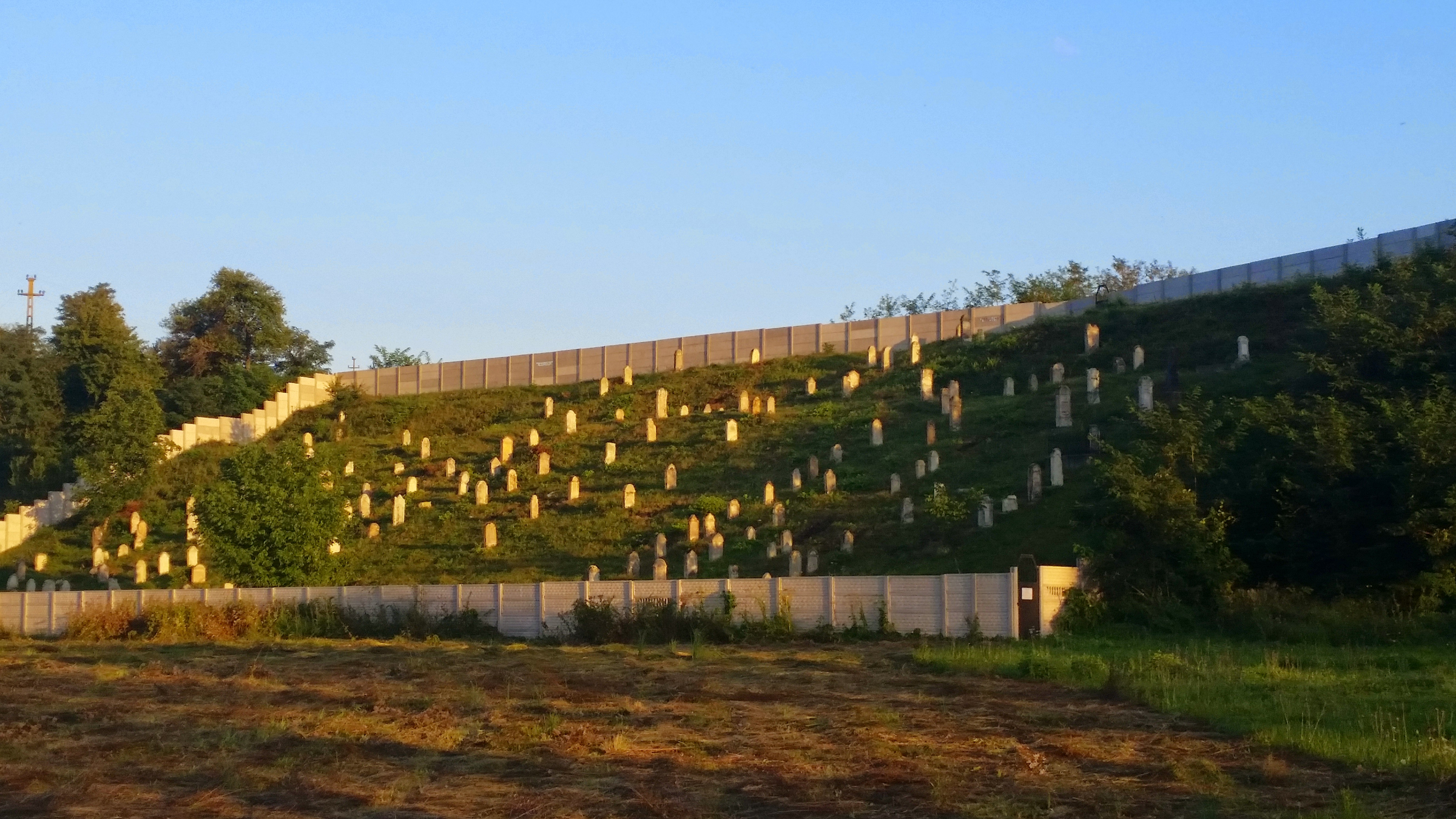
temető

## Gazdaság

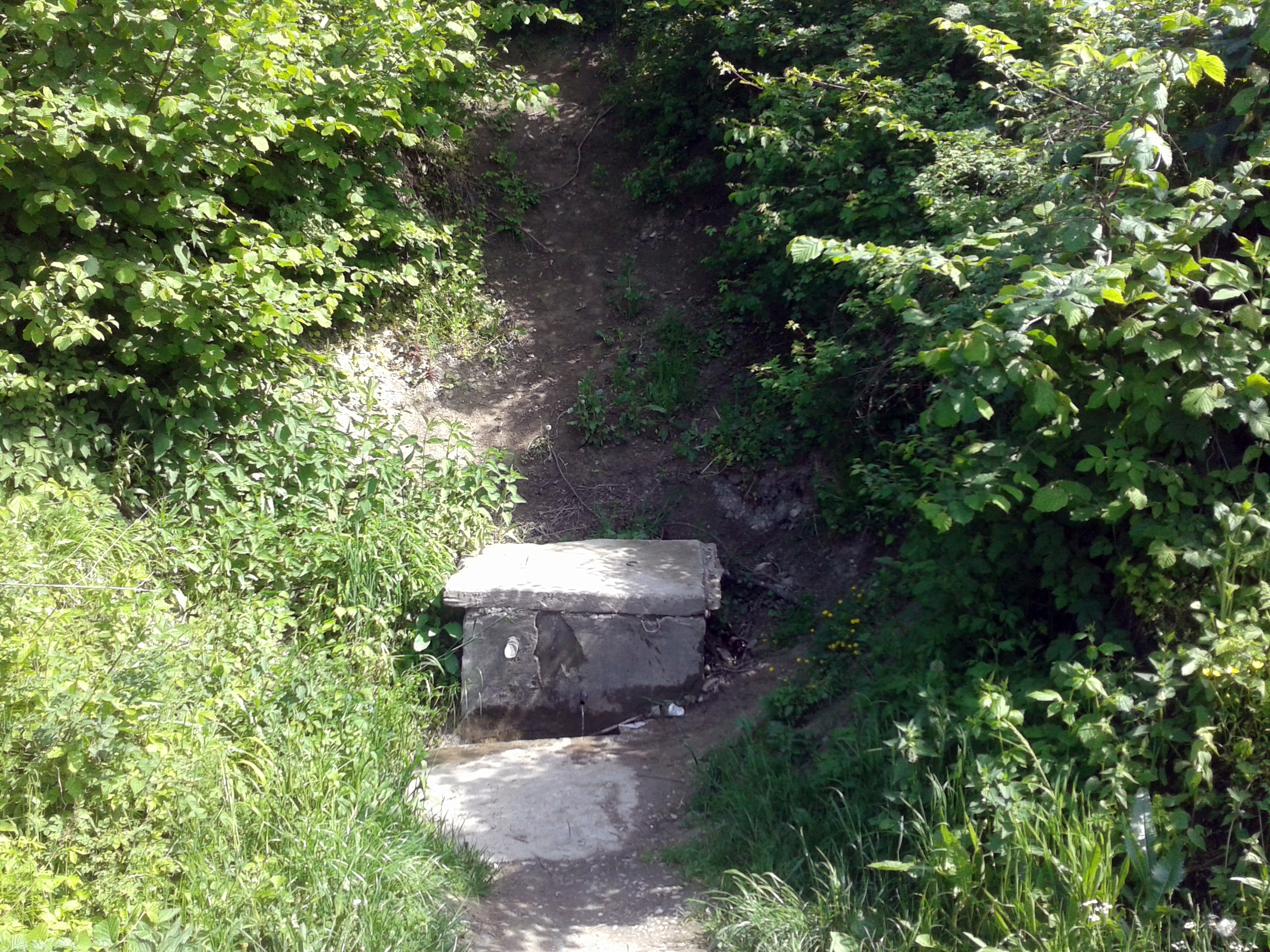
Henci forrás

A falu híres hagymatermesztéséről.